# Jon Koncak
Jon Francis Koncak, né le 17 mai 1963 à Cedar Rapids dans l'Iowa, est un ancien joueur américain de basket-ball. Pivot de 2,13 m issu de Southern Methodist University, Koncak est sélectionné au 5e rang de la draft 1985 par les Hawks d'Atlanta. Koncak passe dix saisons avec les Hawks (1985-1995), dans un rôle de remplaçant, avant de conclure sa carrière au Magic d'Orlando pour une ultime saison. Il met un terme à sa carrière en 1996 avec un total de 3520 points et 3856 rebonds.
Koncak est connu pour le contrat de six années signé avec les Hawks pour un montant de 13 millions de dollars en 1989, une première pour un joueur remplaçant. Cet accord a été critiqué car Koncak était mieux payé que des joueurs comme Michael Jordan, Magic Johnson et Larry Bird. Il a alors obtenu le surnom de "Jon Contract."
Le 23 février 2008, SMU retire le maillot de Koncak.